# 균형 집합
선형대수학 및 함수해석학에서, 균형 집합(均衡集合, 영어: balanced set) 또는 원형 집합(圓形集合, 영어: circular set) 또는 원판(영어: disk 디스크[*])은 스스로의 임의의 “축소판”을 포함하는, 실수 벡터 공간 또는 복소수 벡터 공간의 부분 집합이다.

## 정의
{\displaystyle K\in \{\mathbb {R} ,\mathbb {C} \}}가 실수체 또는 복소수체라고 하자. {\displaystyle K}-벡터 공간 {\displaystyle V}의 부분 집합 {\displaystyle B\subseteq V}가 다음 조건을 만족시키면, 균형 집합이라고 한다.
- 임의의 스칼라 {\displaystyle a\in K}에 대하여, 만약 {\displaystyle |a|\leq 1}이라면 {\displaystyle aB\subseteq B}

여기서
{\displaystyle aB=\{ab\colon b\in B\}}
이다.

### 균형 폐포와 균형핵
{\displaystyle K}-벡터 공간 {\displaystyle V}의 임의의 부분 집합 {\displaystyle S\subseteq V}가 주어졌을 때, {\displaystyle S}를 포함하는 가장 작은 균형 집합이 존재하며, 이를 {\displaystyle S}의 균형 폐포(영어: balanced hull)라고 한다. 이는 {\displaystyle S}를 포함하는 모든 균형 집합의 교집합으로 만들 수 있다. 더 구체적으로, {\displaystyle S}의 균형 폐포는
{\displaystyle \bigcup _{a\in K}^{|a|\leq 1}aS}
이다.
마찬가지로, {\displaystyle K}-벡터 공간 {\displaystyle V}의 임의의 부분 집합 {\displaystyle S\subseteq V}가 주어졌을 때, {\displaystyle S}에 포함되는 가장 큰 균형 집합이 존재하며, 이를 {\displaystyle S}의 균형핵(영어: balanced core)이라고 한다. 이는 {\displaystyle S}에 포함되는 모든 균형 집합의 합집합이며, 또한 다음과 같다.
{\displaystyle {\begin{cases}\varnothing &0\not \in S\\\bigcap _{a\in K}^{|a|\geq 1}aS&0\in S\end{cases}}}

## 성질
균형 집합은 다음 연산들에 대하여 닫혀 있다.
- 균형 집합들의 합집합과 교집합은 균형 집합이다.
- 균형 집합의 폐포는 균형 집합이다.
- 균형 집합의 내부와 {\displaystyle \{0\}}의 합집합은 균형 집합이다.
- 균형 집합의 선형 변환에 대한 상·원상은 균형 집합이다.

어떤 집합이 볼록하고 균형이면 그 집합은 절대 볼록 집합이다.
{\displaystyle K}-위상 벡터 공간에서, 0의 모든 근방은 균형 근방을 포함하며, 0의 모든 볼록 근방은 균형 볼록 근방을 포함한다. 즉, 임의의 {\displaystyle K}-위상 벡터 공간의 영벡터는 균형 집합들로 구성된 국소 기저를 가지며, 임의의 {\displaystyle K}-국소 볼록 공간의 영벡터는 균형 볼록 집합들로 구성된 국소 기저를 갖는다.
증명:
{\displaystyle K}-위상 벡터 공간 {\displaystyle V} 및 근방 {\displaystyle N\ni 0}이 주어졌다고 하자. 위상 벡터 공간의 정의에 따라, 스칼라배
{\displaystyle K\times V\to V}
{\displaystyle (a,v)\mapsto av}
는 연속 함수이며, 특히 {\displaystyle (0,0)}에서 연속이다. 따라서
{\displaystyle \forall a\in K\colon |a|<\delta \implies aU\subseteq N}
인 {\displaystyle \delta >0} 및 근방 {\displaystyle U\ni 0}이 존재한다. 이 경우,
{\displaystyle N'=\bigcup _{a\in K}^{|a|<\delta }aU\subseteq N}
은 0의 근방이며, 균형 집합이다.
이제, {\displaystyle N}이 볼록 집합이라고 추가로 가정하자. 임의의 {\displaystyle a\in K}, {\displaystyle |a|=1}에 대하여, {\displaystyle N'}이 균형 집합이므로
{\displaystyle N'=aN'\subseteq aN}
이다. 따라서
{\displaystyle N''=\bigcap _{a\in K}^{|a|=1}aN\subseteq N}
은 0의 근방이다. {\displaystyle N''}은 볼록 집합 {\displaystyle aN}들의 교집합이므로 볼록 집합이다. 이제 {\displaystyle N''}의 균형성을 보이는 일만 남았다. 사실, 임의의 {\displaystyle b\in K}, {\displaystyle |b|\leq 1}에 대하여,
{\displaystyle bN''=\bigcap _{a\in K}^{|a|=1}baN=\bigcap _{a\in K}^{|a|=1}|b|aN\subseteq \bigcap _{a\in K}^{|a|=1}aN=N''}
이다 ({\displaystyle \subseteq }은 {\displaystyle aN}이 0을 원소로 하는 볼록 집합이므로, {\displaystyle |b|aN\subseteq aN}이기 때문이다).

## 예
반노름 공간 {\displaystyle (V,\nu )}에서, 0을 중심으로 하는 열린 공·닫힌 공
{\displaystyle \{v\in V\colon \nu (v)<c\}}
{\displaystyle \{v\in V\colon \nu (v)\leq c\}}
은 균형 집합이다 ({\displaystyle c>0}).
실수 벡터 공간 또는 복소수 벡터 공간의 모든 부분 공간은 균형 집합이다.
{\displaystyle K}-벡터 공간 {\displaystyle V_{i\in I}} ({\displaystyle i\in I})들의 균형 집합 {\displaystyle B_{i}\subseteq V_{i}}들의 곱집합 {\displaystyle \prod _{i\in I}B_{i}}은 벡터 공간들의 직접곱 {\displaystyle \prod _{i\in I}V_{i}}에서 균형 집합이다.
복소수체 {\displaystyle \mathbb {C} }를 1차원 복소수 벡터 공간으로 생각하자. 그 균형 집합은 정확히 다음과 같다.
- {\displaystyle \mathbb {C} } 자체
- 공집합
- 0을 중심으로 하는 열린 원판 {\displaystyle \{a\in \mathbb {C} \colon |a|<r\}}
- 0을 중심으로 하는 닫힌 원판 {\displaystyle \{a\in \mathbb {C} \colon |a|\leq r\}}

이와 달리, {\displaystyle \mathbb {C} }를 2차원 실수 벡터 공간(즉, 유클리드 공간 {\displaystyle \mathbb {R} ^{2}})으로 여기면 더 많은 균형 집합이 존재하게 된다. 위의 집합들뿐 아니라, 원점을 중심으로 하는 모든 열린/닫힌 선분도 균형 집합을 이룬다. 따라서, {\displaystyle \mathbb {C} }와 {\displaystyle \mathbb {R} ^{2}}의 벡터 공간 구조는 전적으로 다르다.:6, 1.4, Example

## 같이 보기
- 별모양 집합